# Paź meksykański
Paź meksykański (Papilio esperanza) – gatunek motyla z rodziny paziowatych (Papilionidae). Występuje naturalnie wyłącznie w górskich lasach mglistych w stanie Oaxaca w południowym Meksyku. Jest zagrożony wyginięciem.